# Lenonki

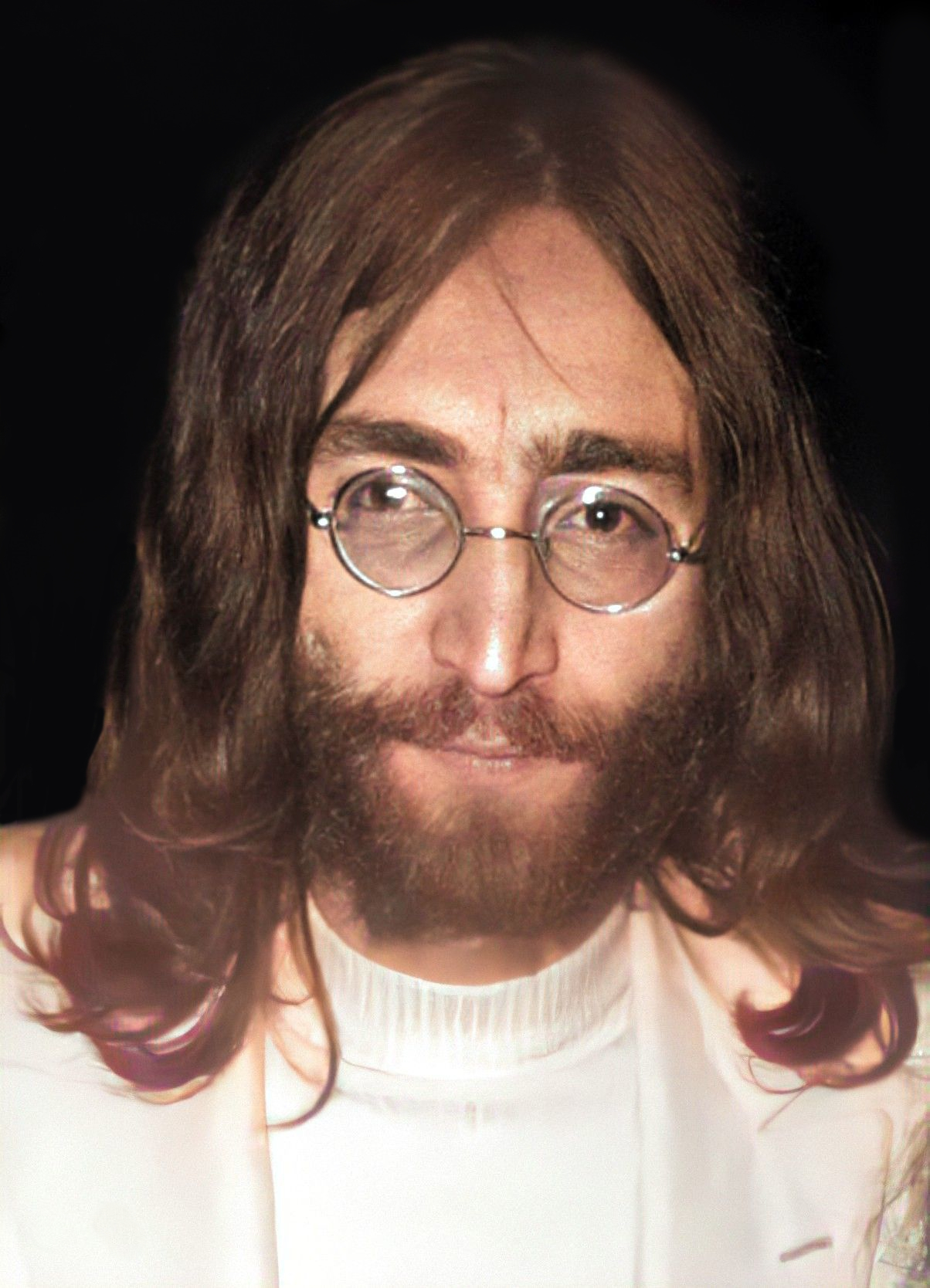
John Lennon w lenonkach (1969)

Lenonki – wzór okularów o okrągłych oprawkach. Nazwa pochodzi od nazwiska brytyjskiego muzyka Johna Lennona (1940–1980), który wprowadził na całym świecie modę na noszenie tego wzoru oprawek. Były bardzo popularne w subkulturze hipisów, szczególnie z przyciemnianymi szkłami.
Okulary tego typu w języku angielskim są również określane eponimem: windsor spectacles lub po prostu windsors. Pojawiły się w Anglii około 1880 roku i były popularne do wybuchu I wojny światowej.
Wybrane osoby, które nosiły lenonki: John Lennon, James Joyce, Mahatma Gandhi, Abraham Lincoln, Ozzy Osbourne, Liam Gallagher, Axl Rose, Jon Lord.